# Risca
(Terry Brooks, Il primo re di Shannara)
Risca è un personaggio fittizio del romanzo fantasy Il primo re di Shannara di Terry Brooks.

## Storia
Specializzato nell'uso delle armi e nell'arte della guerra, Risca è stato l'ultimo dei druidi guerrieri, l'ultimo grande conoscitore di tutte le battaglie combattute dal giorno in cui le nuove Razze si erano affacciate sul mondo. Durante la sua permanenza a Paranor ha conosciuto Bremen e ha intrapreso gli studi sulle arti magiche. Quando il vecchio Druido tornò per avvertire i suoi pari del ritorno del Signore degli Inganni, Risca abbandonò la fortezza scampando allo sterminio dell'ordine druidico e su richiesta dello stesso Bremen si diresse verso le  Terre dell'Est per mettere in guardia il suo popolo della venuta dell'Esercito del Nord guidato dallo spietato Brona.
Da giovane aveva combattuto contro le tribù degli Gnomi, fianco a fianco con l'attuale Re dei Nani, Raybur, che conoscendo la sua maestria gli affidò le redini della guerra: nonostante gli stratagemmi del druido, l'esercito del Nord era troppo numeroso e organizzato ed esso riuscì a spingere il popolo dei Nani sin sulle Montagne del Corvo.
Quando l'esercito del Nord si ritirò per attaccare gli elfi, fu Risca a convincere i Nani ad andare in soccorso ai loro antichi alleati, nonostante che questi non avessero prestato alcun aiuto durante l'invasione.
Grazie all'intervento dei nani l'esercito del Nord fu sconfitto nella Valle di Rhenn: Risca aveva combattuto come un drago in prima linea ma infine aveva ceduto alla moltitudine di ferite che aveva subito.